# Lecionário 12
O Lecionário 12 (designado pela sigla ℓ 12 na classificação de Gregory-Aland) é um antigo manuscrito do Novo Testamento, paleograficamente datado do Século XIII d.C.[a]
Este codex contém lições dos evangelhos de Mateus, Lucas e João (conhecido como Evangelistarium), mas com lacunas[a]. Foi escrito em grego, e actualmente se encontra na Biblioteca Nacional da França.